# Rue de Cherbourg
La rue de Cherbourg est une voie du 15e arrondissement de Paris, en France.

## Situation et accès
La rue de Cherbourg est une voie publique située dans le 15e arrondissement de Paris. Elle débute au 62, rue des Morillons et se termine au 9, rue Fizeau.

## Origine du nom
Elle porte le nom de la ville et port du département de la Manche, Cherbourg.

## Historique
Cette rue est classée le 29 septembre 1933 sous le nom de « passage Drouait » avant de prendre son nom actuel le 21 janvier 1935.
Extrait du bulletin municipal de la Ville de Paris :
« Projet de délibération
Le Conseil,
vu la démolition de la galerie de Cherbourg, voie qui était située entre la rue de la Pépinière et la rue du Rocher ;
sur la proposition de M. Georges Lemarchand ;
délibère : le nom de la ville de Cherbourg sera rétabli dans la nomenclature des voies de la Ville de Paris et, à cet effet, le nom de Cherbourg sera donné à une rue de Paris. »